# Guangxu
Guangxu (ur. 14 sierpnia 1871, zm. 14 listopada 1908) – dziesiąty chiński cesarz z dynastii Qing. Był przedostatnim cesarzem Chin.
Był synem Yixuana, księcia Chun i młodszej siostry cesarzowej Cixi. Na urząd cesarza wyniosła go ciotka, cesarzowa wdowa Cixi, gdy miał 4 lata, co pomogło jej zatrzymać funkcję regentki przez najbliższe 12 lat. Za jego panowania w 1898 roku nastąpiło Sto dni reform, które miały na celu zreformowanie sytuacji politycznej Chin i były równocześnie próbą usamodzielnienia się cesarza. Ostatecznie próba nie powiodła się z powodu opozycji despotycznej Cixi. Cesarz został umieszczony w areszcie domowym, a zwolennicy reform straceni lub skazani na karę więzienia. Zmarł 14 listopada 1908 roku, dzień przed swoją ciotką Cixi, prawdopodobnie otruty z jej polecenia. Po nim, zgodnie z wolą cesarzowej Cixi, władzę odziedziczył zaledwie dwuletni Puyi.

## Odznaczenia
Odznaczony m.in. hawajskim Krzyżem Wielkim Orderu Kamehamehy I w 1882 roku, francuskim Krzyżem Wielkim Legii Honorowej w 1897 roku oraz portugalskim Krzyżem Wielkim Wstęgi Trzech Orderów w 1904 roku.